# Pompeu Crehuet i Pardas
Pompeu Crehuet i Pardas (Barcelona, 11 de març de 1881 - Sant Feliu de Guíxols, 28 d'agost de 1941) va ser un autor dramàtic i periodista català.

## Biografia
Va néixer al carrer Rambla de Santa Mònica de Barcelona, fill de Manuel Crehuet i Llorenes, natural de Cassà de la Selva, i d'Encarnació Pardas i Quintana, natural de Barcelona.
Cursà estudis en la Universitat de Barcelona, assolint el grau de Llicenciat en Dret i Ciències Socials. La seva personalitat es rebel·là amb força i caràcter propis ja en la primera obra que donà al teatre, La morta, tragèdia condensada en algunes escenes magistrals, i seguí fiançant-se en Claror de posta (drama en un acte) i La família Rocamora, (drama en quatre jorns). Més tard evolucionà fins a assolir la creació definitiva de la comèdia literària catalana a Flors i violes (comèdia en dos actes), Fontalegria (comèdia en dos actes), L'encís dels divuit anys  (comèdia en un acte) i La guineu (diàleg).
La literatura dramàtica catalana li'n deu el triomf assolit sobre el seu propi temperament al realitzar amb gran encert un canvi d'actuació dintre l'escena, que el portà a contribuir eficaçment a la creació d'un repertori únic genuïnament català.
Es va casar amb Elisa Julià i Duran. Va morir a Sant Feliu de Guíxols l'any 1941.

## Obra dramàtica
- Estàtua de Sal de Pompeu Crehuet, drama en tres actes editat per les publicacions El Nostre Teatre l'any 1936La morta, quadre dramàtic, 1904.

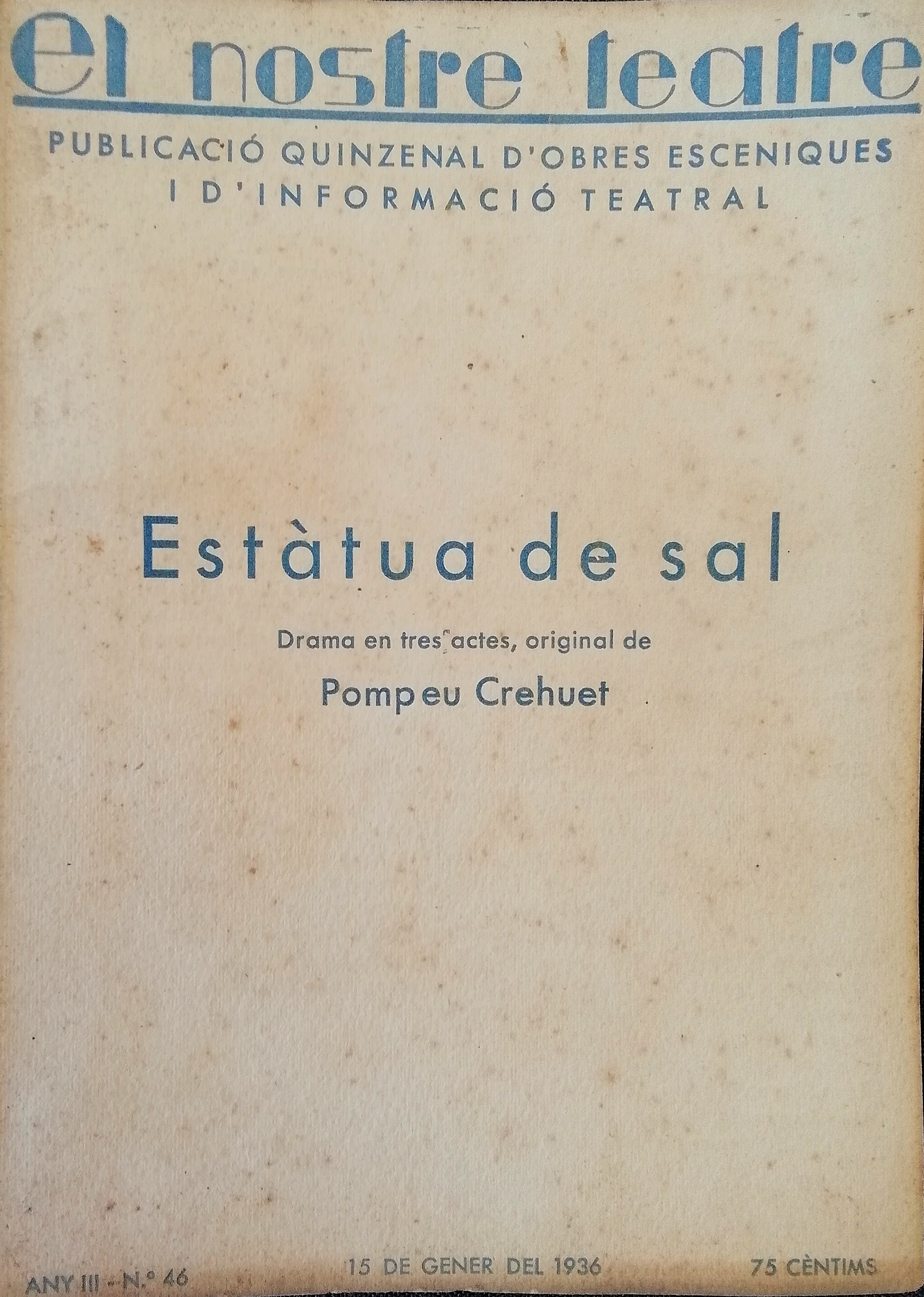
Estàtua de Sal de Pompeu Crehuet, drama en tres actes editat per les publicacions El Nostre Teatre l'any 1936

- Comèdia d'amor, en dos actes. Obra estrenada al Teatre Català (Romea) la nit del 29 d'octubre de l'any 1905.
- Claror de posta, quadre dramàtic, 1905
- La Guineu, pas de comèdia
- Boca d'infern, monòleg 1905. Estrenat al Teatre Romea de Barcelona, el 28 de febrer per l'actor Miquel Rojas.
- L'encís dels divuit anys, comèdia.
- El mestre, comèdia lírica en tres actes, 1907 (amb música d'Enric Morera)
- La família Rocamora, drama en quatre jornades, estrenat al teatre Romea, el 20 de gener de 1909.
- Flors i violes. Dos actes de comèdia. Estrenats al teatre Romea de Barcelona, la nit del 18 d'octubre de 1909.
- Fontalegria, dos actes de comèdia, estrenada al teatre Romea de Barcelona, el 26 de març de 1910.
- El fill de la por, estrenada al teatre Romea de Barcelona, el 2 d'octubre de 1920.

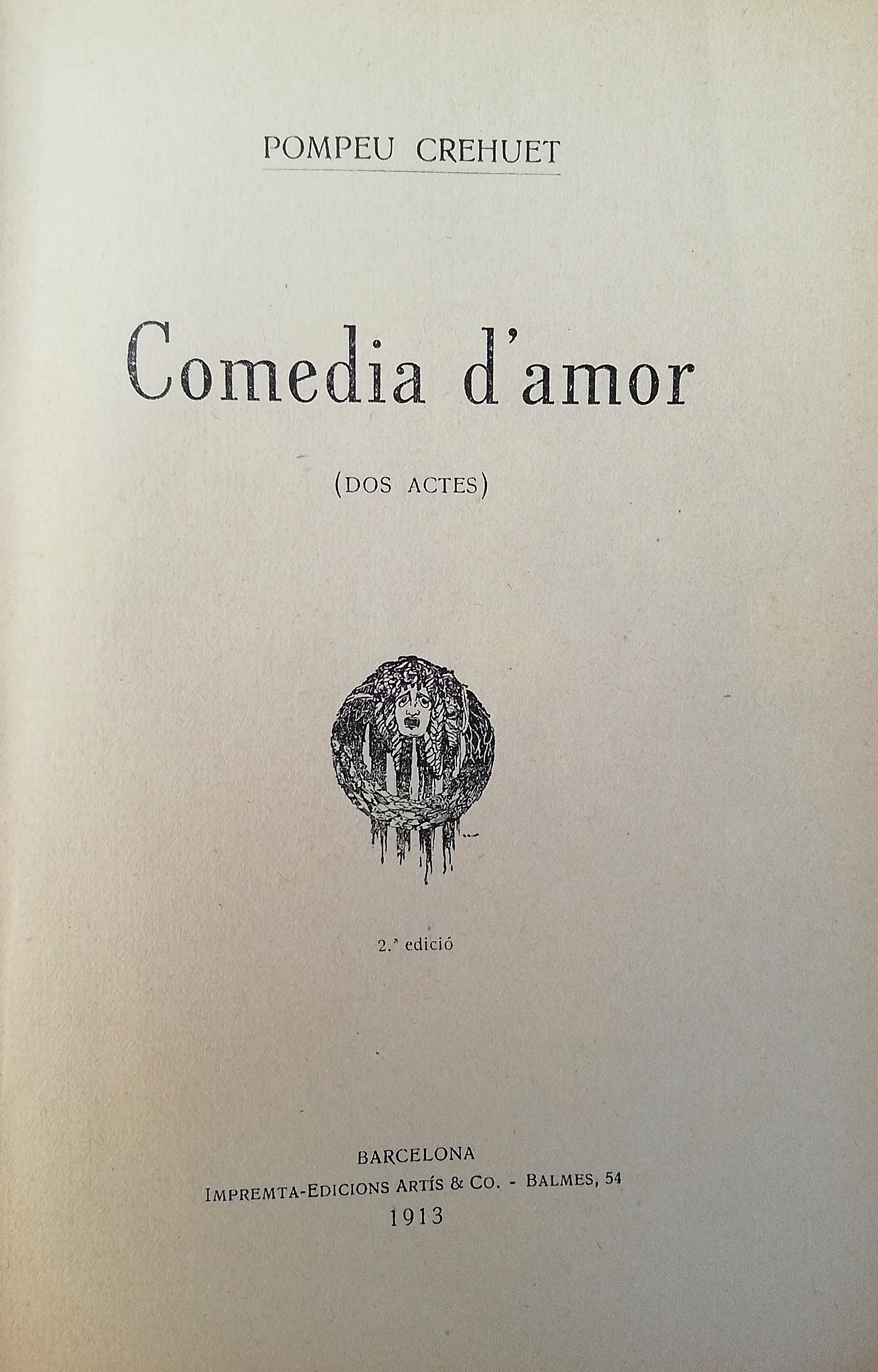
Comèdia d'Amor de Pompeu Crehuet, portada de la segona edició publicada a Barcelona l'any 1913. Obra en dos actes estrenada l'octubre de l'any 1905

- Comèdia d'Amor de Pompeu Crehuet, portada de la segona edició publicada a Barcelona l'any 1913. Obra en dos actes estrenada l'octubre de l'any 1905Palmes i llorers, estrenada al teatre Romea de Barcelona, l'11 d'octubre de 1922.
- El senyor d'Halleborg, 1922.
- El pare pedaç, comèdia en quatre actes, amb pròleg i epíleg, estrenada al Gran Teatre Espanyol de Barcelona, el 18 de gener de 1924.
- Cada cosa en el seu lloc, estrenada al teatre Romea el 18 de març de 1924.
- Plou i fa sol, 1925.
- Bromes i veres, 1926.
- La vall de Josafat, 1927.
- Estàtua de sal, drama en tres actes. 1936.

## Novel·la
- Senyor Ruc, mestre d'estudi. Novel·la pueril amb il·lustracions d'en Cornet (Biblioteca Patufet)